# Martin Marcellusi
Martin Marcellusi (* 5. April 2000 in Rom) ist ein italienischer Radrennfahrer.

## Sportlicher Werdegang
Bis zur Saison 2021 fuhr Marcellusi für verschiedene italienische Radsportvereine, zuletzt für die Mannschaft Mastromarco Sensi FC Nibali. Dabei machte er wiederholt durch Podiumsplatzierungen auf sich aufmerksam, unter anderem bei der Trofeo Città di San Vendemiano 2019 und der Ruota d’Oro 2021.
Zur Saison 2022 wurde Marcellusi Mitglied im UCI ProTeam Bardiani CSF Faizanè. Seinen ersten Erfolg als Radprofi erzielte er bei der Trofeo Piva 2022.

## Erfolge
2022
- Trofeo Piva

2023
- Bergwertung Tour du Limousin

## Grand Tour-Platzierungen
| Grand Tour            | 2023 | 2024 | 2025 |
| --------------------- | ---- | ---- | ---- |
| Giro d’ItaliaGiro     | 99   | 99   | 75   |
| Tour de FranceTour    | –    | –    |      |
| Vuelta a EspañaVuelta | –    | –    |      |